# Petro Dyminski
Petro Petrowycz Dyminski (ukr. Петро Петрович Димінський, ur. 27 listopada 1954 w Krzywym Rogu) – ukraiński polityk, biznesmen i działacz sportowy, właściciel i prezes klubu piłkarskiego Karpaty Lwów.

## Życiorys
W młodości uprawiał piłkę nożną. Ukończył Szkołę Piłkarską Krywbas Krzywy Róg. W 1972-1973 występował w drużynie rezerwowej Krywbasa, a potem za amatorski zespół Szachtar Czerwonohrad. W 1977 ukończył studia w Krzyworoskim Górniczym Instytucie.
Jako działacz sportowy zaangażował się w pracę w lwowskich Karpatach. Od lata 2001 został wybrany jego honorowym prezesem.
Prowadzi biznes w branży naftowej. Majątek oceniono ok. 400 mln dolarów.
W sierpniu 2017 krewni dziewczyny zmarłej w wyniku wypadku samochodowego na drodze M10 koło wsi Jamelna, zarzucili mu popełnienie tego przestępstwa, co doprowadziło do śmierci dziewczyny. Dyminski odrzucił zarzuty, ni on, ni jego przedstawiciele nie przeprosiły krewnych zmarłej.
Według wspólnego śledztwa dziennikarskiego przeprowadzonego przez Białoruskie Centrum Śledcze, NGL.media, OCCRP i innych śledczych, a także Cyber Partisans, Dyminski sprzedał kanał ZIK za pośrednictwem białoruskiego Absolutbanku, należącego do biznesmena Mikalaja Warabeja, a cypryjska firma Dyminskiego prowadziła bezskuteczne negocjacje w sprawie zakupu białoruskiego banku BTA.
Żonaty, wychowuje dwie córki.